# القناة الأولى (سوريا)
القناة الأولى هي قناة تلفزيونية سورية أطلقت في 23 يوليو 1960 بالتزامن مع تأسيس التلفزيون المصري في زمن الوحدة العربية . تبث القناة عدة برامج متنوعه موجها لشريحة كبيره من المجتمع السوري بشكل عام ولا يمكن مشاهدة القناة إلا في سوريا.
وفي سنة 2012، أُشيع للمرة الأولى خبر يؤكّد نية النظام السوري إغلاق القناة الرسمية الأولى؛ وتزامن ذلك مع الإعلان عن افتتاح قناة تلفزيونية جديدة وهي قناة "تلاقي" والتي كان من المقرر لها أن تكون ملاذاً للعاملين في التلفزيون السوري بعد تسريحهم من عملهم، ولكن إغلاق القناة الأولى تأخّر خمس سنين، إلى ما بعد افتتاح قناة "تلاقي" سنة 2012، وإغلاقها في أيلول/سبتمبر 2016، لينضم عمّا قريب العاملون المسرحون من القناة الأولى إلى رفاقهم المسرحين من قناة "تلاقي" من دون أن يقدم النظام لهم أية حلول.

## روابط خارجية
- البث المباشر للقناة الأولى السورية (بالعربية)